# 维莱讷
维莱讷（法語：Vulaines，法語發音：[vylɛn]）是法国奥布省的一个市镇，属于特鲁瓦区。

## 地理
维莱讷（48°14'0"N, 3°37'15"E）面积8.72 平方千米，位于法国大東部大區奥布省，该省份为法国中北部省份，北起马恩省，西接塞纳-马恩省，西南至约讷省，东南至科多尔省，东临上马恩省。
与维莱讷接壤的市镇（或旧市镇、城区）包括：普朗蒂、里尼勒费龙、瓦讷河畔圣伯努瓦、巴尼欧、弗拉西。

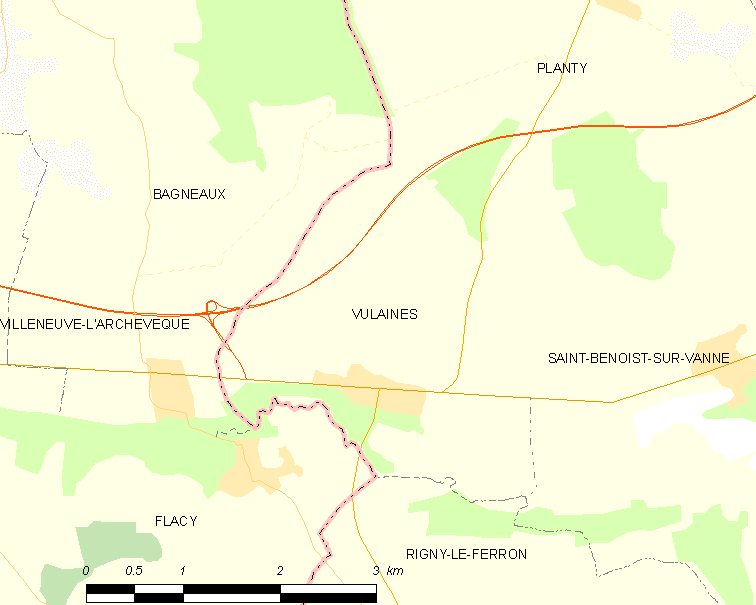
维莱讷的OSM定位图

维莱讷的时区为UTC+01:00、UTC+02:00（夏令时）。

## 行政
维莱讷的邮政编码为10160，INSEE市镇编码为10444。

## 政治
维莱讷所属的省级选区为艾克斯-维勒莫尔-帕利斯县。

## 人口

1962-2008年间维莱讷人口变化图示

维莱讷于2022年1月1日时的人口数量为225人。